# Фимбристилис
Фимбри́стилис, или бахромчаторы́льник (лат. Fimbristylis) — род травянистых растений семейства Осоковые (Cyperaceae).

## Описание
Травянистые растения: однолетние с мочковатыми корнями, реже многолетние с ползучими корневищами. Стебли тонкие, скучены при основании. Листья либо узколинейные (пластинки плоские или вдоль сложенные), либо редуцированы до влагалищ.
Колоски сидячие, многоцветковые, из 12—25 цветков (нижний — стерильный), сидящих в пазухах спирально расположенных кроющих чешуй с зелёным килем. Колоски собраны в верхушечное соцветие в виде сложного или простого зонтика, реже одиночные; прицветных листьев более 2.
Цветки обоеполые, беспокровные. Тычинок три, реже две или одна. Пыльцевые зерна яйцевидные, дистально-однопоровые. Завязь верхняя, одногнёздная. Столбик длинный, утолщенный при основании, в верхней части с оттопыренными волосками; рылец два, редко три. Плод — двояковыпуклый или трёхгранный орешек.

## Виды
По информации базы данных The Plant List (2013), род включает 306 видов. Некоторые из них:
- Fimbristylis aestivalis Vahl — Фимбристилис летний
- Fimbristylis argentea (Rottb.) Vahl — Фимбристилис серебристый
- Fimbristylis bisumbellata (Forssk.) Bubani — Фимбристилис двухзонтичный, или Фимбристилис дважды зонтичный
- Fimbristylis dichotoma (L.) Vahl typus[2] — Фимбристилис вильчатый, или Фимбристилис дихотомический

Fimbristylis dichotoma var. ochotensis (Meinsh.) T.Koyama — Фимбристилис охотский
- Fimbristylis dipsacea (Rottb.) C.B.Clarke

Fimbristylis dipsacea var. verrucifera (Maxim.) T.Koyama — Фимбристилис бородавчатый
- Fimbristylis ferruginea (L.) Vahl — Фимбристилис ржавый

Fimbristylis ferruginea subsp. sieberiana (Kunth) Lye — Фимбристилис Зибера
- Fimbristylis littoralis Gaudich. — Фимбристилис прибрежный
- Fimbristylis polytrichoides (Retz.) Vahl — Фимбристилис политрихоидный
- Fimbristylis quinquangularis (Vahl) Kunth — Фимбристилис пятигранный
- Fimbristylis squarrosa Vahl — Фимбристилис растопыренный

Fimbristylis squarrosa var. esquarrosa Makino — Фимбристилис покрывальцевый
- Fimbristylis tristachya R.Br.

Fimbristylis tristachya var. subbispicata (Nees) T.Koyama — Фимбристилис почти-двухколосковый